# Cattedrale di San Colman (Cloyne)
La cattedrale di San Colman (in inglese: St. Colman's Cathedral) è la cattedrale anglicana di Cloyne, nella contea di Cork, Irlanda e sede della diocesi di Cork, Cloyne e Ross. L'attuale chiesa risale al 1250 ed è stata costruita sul sito di precedenti edifici.

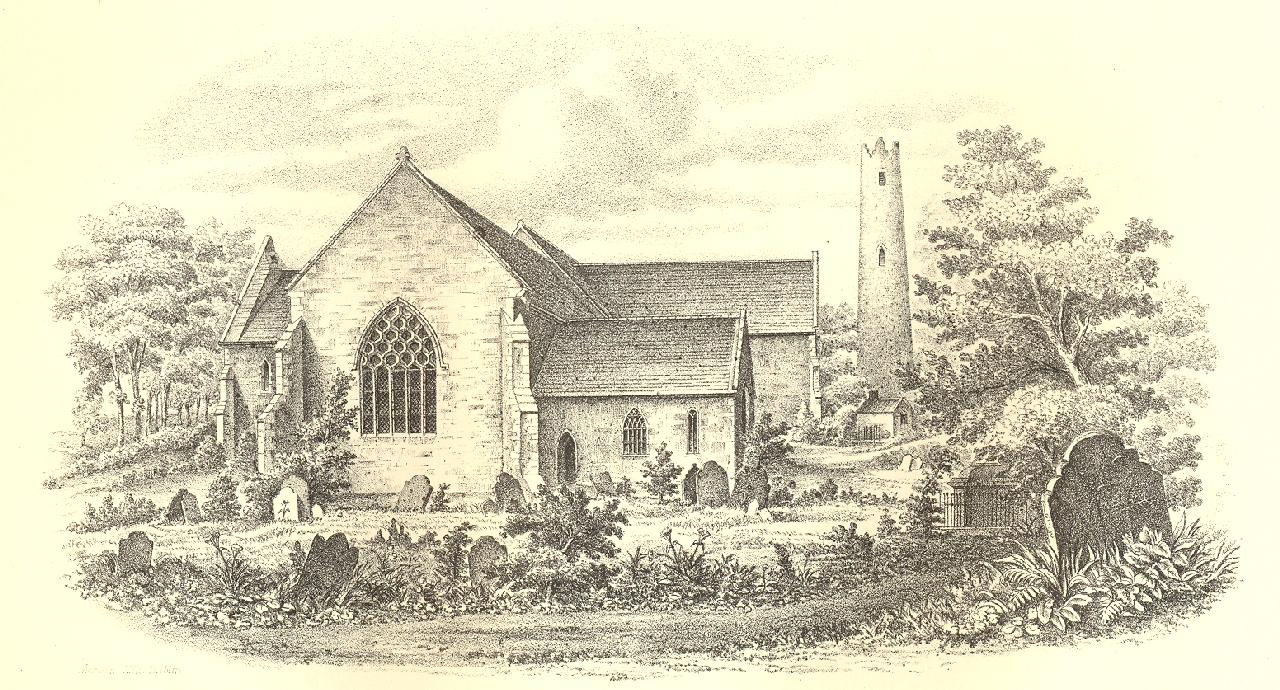
La cattedrale nel 1873